# Sowjetarmee-Pokal 1967/68
Der Sowjetarmee-Pokal 1967/68 war die 28. Austragung des Pokalwettbewerbs im Fußball in Bulgarien. Pokalsieger wurde Vorjahresfinalist Spartak Sofia. Das Team setzte sich im Finale gegen DFS Beroe Stara Sagora durch. Durch den Sieg qualifizierte sich Spartak für den Europapokal der Pokalsieger 1968/69.

## Modus
Zunächst wurde eine K.-o.-Runde in Hin- und Rückspiel durchgeführt. Die Sieger spielten anschließend in vier Gruppen zu je vier Mannschaften. Die Gruppensieger qualifizierten sich für das Halbfinale. In den Gruppenspielen wurde jeweils ein Spiel zwischen den Mannschaften ausgetragen. Bei unentschiedenem Ausgang in den K.-o.-Runden wurde der Sieger im Elfmeterschießen ermittelt.

## Teilnehmer
| - Autostroitel Sliwen - Benkowski Widin - DFS Beroe Stara Sagora - Botew Burgas - Botew Pasardschik - AFD Trakia Plowdiw - FC Botew Wraza - Dobrudscha Tolbuchin | - Dorostol Silistra - FC Dunaw Russe - FK Kondensatoren savod Kjustendil - FD Lewski Sofia - FD Lokomotive Sofia - Lokomotive Plewen - DFS Lokomotive Plowdiw - Mariza Plowdiw | - FC Metalurg Pernik - Minjor Pernik - DFS Christo Karpatschew Lowetsch - Nikolaj Laskow Jambol - Nikolaj Laskow Pomorie - Rodopa Smoljan - FD Slawia Sofia - AFD Sliwen | - DFS Spartak Plewen - Spartak Sofia - Spartak Warna - Sportist Kremikowzi - Swetkawiza Targowischte - Tekstilez Sliwen - SD Tscherno More Warna - ZSKA Tscherweno sname Sofia |

## 1. Runde
| Datum             |                                  | Gesamt          |                                   | Hinspiel | Rückspiel |
| ----------------- | -------------------------------- | --------------- | --------------------------------- | -------- | --------- |
| 17.12./20.12.1967 | Lokomotive Plewen                | 2:5             | FD Lewski Sofia                   | 1:2      | 1:3       |
| 17.12./24.12.1967 | FD Slawia Sofia                  | 9:1             | FK Kondensatoren savod Kjustendil | 6:0      | 3:1       |
| 17.12./24.12.1967 | Rodopa Smoljan                   | 1:5             | ZSKA Tscherweno sname Sofia       | 1:2      | 0:3       |
| 17.12./24.12.1967 | FC Metalurg Pernik               | 3:3 (3:4 i. E.) | FD Lokomotive Sofia               | 2:3      | 1:0       |
| 17.12./24.12.1967 | FC Dunaw Russe                   | 2:1             | SD Tscherno More Warna            | 1:1      | 1:0       |
| 17.12./24.12.1967 | Tekstilez Sliwen                 | 3:6             | Mariza Plowdiw                    | 2:0      | 1:6       |
| 17.12./24.12.1967 | DFS Christo Karpatschew Lowetsch | 0:3             | DFS Lokomotive Plowdiw            | 0:1      | 0:3       |
| 17.12./24.12.1967 | Nikolaj Laskow Jambol            | 3:5             | Botew Burgas                      | 1:4      | 2:1       |
| 17.12./24.12.1967 | AFD Sliwen                       | 2:3             | Autostroitel Schumen              | 2:1      | 0:2       |
| 17.12./24.12.1967 | Spartak Warna                    | 3:3 (5:4 i. E.) | Dobrudscha Tolbuchin              | 3:2      | 0:1       |
| 17.12./24.12.1967 | Dorostol Silistra                | 0:5             | Spartak Sofia                     | 0:2      | 0:3       |
| 17.12./24.12.1967 | Benkowski Widin                  | 2:4             | DFS Spartak Plewen                | 2:0      | 0:4       |
| 17.12./24.12.1967 | Swetkawiza Targowischte          | 1:1 (3:2 i. E.) | Minjor Pernik                     | 1:0      | 0:1       |
| 17.12./24.12.1967 | Nikolaj Laskow Pomorie           | 1:5             | DFS Beroe Stara Sagora            | 1:2      | 0:3       |
| 17.12./24.12.1967 | Sportist Kremikowzi              | 1:3             | FC Botew Wraza                    | 0:1      | 1:2       |
| 17.12./24.12.1967 | Botew Pasardschik                | 2:2 (6:7 i. E.) | AFD Trakia Plowdiw                | 1:1      | 1:1       |

## Gruppenphase
Die vier Gruppensieger qualifizierten sich für das Halbfinale.

### Gruppe 1
Die Spiele fanden in Stara Sagora und  Jambol statt.
| Pl. | Verein                 | Sp. | S | U | N | Tore    | Punkte |
| --- | ---------------------- | --- | - | - | - | ------- | ------ |
| 1.  | FD Lewski Sofia        | 3   | 2 | 1 | 0 | 009:500 | 05     |
| 2.  | DFS Lokomotive Plowdiw | 3   | 2 | 0 | 1 | 007:600 | 04     |
| 3.  | FC Botew Wraza         | 3   | 0 | 2 | 1 | 005:700 | 02     |
| 4.  | FC Dunaw Russe         | 3   | 0 | 1 | 2 | 004:700 | 01     |

| Datum      |                        | Ergebnis |                        |
| ---------- | ---------------------- | -------- | ---------------------- |
| 18.02.1968 | FD Lewski Sofia        | 3:1      | FC Dunaw Russe         |
| 18.02.1968 | DFS Lokomotive Plowdiw | 3:1      | FC Botew Wraza         |
| 21.02.1968 | FD Lewski Sofia        | 4:2      | DFS Lokomotive Plowdiw |
| 21.02.1968 | FC Botew Wraza         | 2:2      | FC Dunaw Russe         |
| 25.02.1968 | FD Lewski Sofia        | 2:2      | FC Botew Wraza         |
| 25.02.1968 | DFS Lokomotive Plowdiw | 2:1      | FC Dunaw Russe         |

### Gruppe 2
Die Spiele fanden in Plowdiw, Pasardschik und Assenowgrad statt.
| Pl. | Verein                      | Sp. | S | U | N | Tore    | Punkte |
| --- | --------------------------- | --- | - | - | - | ------- | ------ |
| 1.  | Spartak Sofia               | 3   | 2 | 1 | 0 | 012:300 | 05     |
| 2.  | ZSKA Tscherweno sname Sofia | 3   | 2 | 0 | 1 | 005:400 | 04     |
| 3.  | AFD Sliwen                  | 3   | 1 | 1 | 1 | 004:300 | 03     |
| 4.  | Swetkawiza Targowischte     | 3   | 0 | 0 | 3 | 002:120 | 0      |

| Datum      |                       | Ergebnis |                         |
| ---------- | --------------------- | -------- | ----------------------- |
| 18.02.1968 | ZSKA Tscherweno sname | 2:0      | Swetkawiza Targowischte |
| 21.02.1968 | Spartak Sofia         | 8:1      | Swetkawiza Targowischte |
| 21.02.1968 | ZSKA Tscherweno sname | 2:1      | AFD Sliwen              |
| 25.02.1968 | Spartak Sofia         | 3:1      | ZSKA Tscherweno sname   |
| 25.02.1968 | AFD Sliwen            | 3:1      | Swetkawiza Targowischte |
| 28.02.1968 | Spartak Sofia         | 1:1      | AFD Sliwen              |

### Gruppe 3
Die Spiele fanden in Blagoewgrad und Stanke Dimitrow statt.
| Pl. | Verein                 | Sp. | S | U | N | Tore    | Punkte |
| --- | ---------------------- | --- | - | - | - | ------- | ------ |
| 1.  | DFS Beroe Stara Sagora | 3   | 1 | 2 | 0 | 004:100 | 04     |
| 2.  | FD Slawia Sofia        | 3   | 1 | 0 | 2 | 003:700 | 02     |
| 3.  | AFD Trakia Plowdiw     | 3   | 0 | 2 | 1 | 001:200 | 02     |
| 4.  | Spartak Warna          | 3   | 0 | 1 | 2 | 002:600 | 01     |

| Datum      |                        | Ergebnis |                    |
| ---------- | ---------------------- | -------- | ------------------ |
| 18.02.1968 | AFD Trakia Plowdiw     | 1:1      | Spartak Warna      |
| 18.02.1968 | DFS Beroe Stara Sagora | 1:1      | FD Slawia Sofia    |
| 21.02.1968 | DFS Beroe Stara Sagora | 1:0      | AFD Trakia Plowdiw |
| 21.02.1968 | Spartak Warna          | 0:3      | FD Slawia Sofia    |
| 25.02.1968 | AFD Trakia Plowdiw     | 0:0      | FD Slawia Sofia    |
| 25.02.1968 | DFS Beroe Stara Sagora | 2:1      | Spartak Warna      |

### Gruppe 4
Die Spiele fanden in Dimitrowgrad und Chaskowo statt.
| Pl. | Verein              | Sp. | S | U | N | Tore    | Punkte |
| --- | ------------------- | --- | - | - | - | ------- | ------ |
| 1.  | Botew Burgas        | 3   | 1 | 2 | 0 | 004:100 | 04     |
| 2.  | FD Lokomotive Sofia | 3   | 1 | 2 | 0 | 004:100 | 04     |
| 3.  | DFS Spartak Plewen  | 3   | 0 | 2 | 1 | 002:300 | 02     |
| 4.  | Mariza Plowdiw      | 3   | 1 | 0 | 2 | 003:800 | 02     |

| Datum      |                     | Ergebnis |                     |
| ---------- | ------------------- | -------- | ------------------- |
| 18.02.1968 | FD Lokomotive Sofia | 0:0      | DFS Spartak Plewen  |
| 18.02.1968 | Botew Burgas        | 3:0      | Mariza Plowdiw      |
| 21.02.1968 | Mariza Plowdiw      | 1:4      | FD Lokomotive Sofia |
| 21.02.1968 | DFS Spartak Plewen  | 1:1      | Botew Burgas        |
| 28.02.1968 | FD Lokomotive Sofia | 0:0      | Botew Burgas        |
| 28.02.1968 | Mariza Plowdiw      | 2:1      | DFS Spartak Plewen  |

## Halbfinale
|                 | Gesamt |                        | Hinspiel | Rückspiel |
| --------------- | ------ | ---------------------- | -------- | --------- |
| Botew Burgas    | 4:7    | Spartak Sofia          | 1:2      | 3:5       |
| FD Lewski Sofia | 2:4    | DFS Beroe Stara Sagora | 1:1      | 1:3       |

## Finale
| Paarung                | Spartak Sofia – DFS Beroe Stara Sagora |
| Ergebnis               | 3:2 n. V. (2:2, 2:1) |
| Datum                  | 6. Juni 1968 |
| Stadion                | Wassil-Lewski-Stadion, Sofia |
| Zuschauer              | 18.000 |
| Schiedsrichter         | Todor Betschirow |
| Tore                   | 1:0 Michail Gjonin (5.) 2:0 Wassil Mitkow (34.) 2:1 Metodi Bontschew (43.) 2:2 Metodi Bontschew (71.) 3:2 Wassil Mitkow (120.) |
| Spartak Sofia          | Rangel Kostadinow – Milko Gajdarski, Dobromir Schetschew , Christo Milenkow, Josif Charalampiew – Stojan Kitow, Simeon Nikolow (74. Iwan Rankow), Iwan Stojanow – Michail Gjonin, Georgi Zwetkow, Wassil Mitkow Cheftrainer: Wassil Spassow |
| DFS Beroe Stara Sagora | Todor Krastew – Petko Barokow, Christo Todorow , Saprian Waltschew, Gospodin Datschew – Scheljo Koew, Metodi Bontschew, Boris Kirow, Petar Schekow (56. Michail Michajlow), Petko Petkow, Georgi Beltschew Cheftrainer: Christo Mladenow    |